# 696

## Nașteri
- dată necunoscută: Jahm ibn Safwan  (d. 745)